# Andreas Maislinger
Andreas Maislinger (rođen 26. februara 1955. u Sankt Georgenu) austrijski je istoričar i politolog. Osnivač je Austrijske spomen službe žrtvama holokausta.

### Biografija
Maislinger se mnogo godina borio za zakonsko utemeljenje služenja Spomen službe kao alternativu služenju vojnog roka. Učestvovao je u mnogobrojnim diskusijama i takođe se borio sa protivljenjem austrijskog predsednika Rudolfa Kirhšlegera i velikim delom austrijskog političkog estabilišmenta, koji su bili vrlo negativno nastrojeni prema njegovoj incijativi. Spomen služba je tek početkom 1990-ih godina prihvaćena i 1. septembra 1992. je na službu stupio prvi vojni obveznik u muzeju Aušvic-Birkenau.
On je još uvek predsednik Austrijske službe u inostranstvu. Od 1992. godine takođe obavlja funkciju naučnog direktora Instituta za savremenu istoriju u Braunau.